# 宝乃純
宝乃 純（たからの じゅん、本名：石野 敦子（いしの あつこ）、1974年6月25日 - ）は、日本の女優・タレント。兵庫県芦屋市出身。
姉は女優・アイドル歌手の石野真子といしのようこ（旧名：石野陽子）。

## 来歴・人物
物心ついた小さい頃から姉たちをテレビで見ていて芸能界を身近に感じていたということで「いつかは自分も行くのが当然」と思い込んで芸能界入りすることを決めていた。一方で、姉が芸能人ということだけでいじめられたことも「イヤというほどあった」という。しかし本人曰く「子供の頃の私は自分の意思が欠けていると言われた子で、すぐ人を信用してしまう」という性格から、姉二人からは「芸能界は一つ間違うとすぐ流される世界なので、あなたには向かない」と言われ、芸能界入りをすごく反対されていたという。阪神・淡路大震災では、芦屋市の自宅で被災を経験する。
地元・兵庫で『朝だ!生です旅サラダ』（朝日放送）など番組のレポーターを始めた後、1995年末にツーカーセルラー東京のCMで本木雅弘の相手役として（本木が運転するトラックをボディコン姿でヒッチハイク。本人曰く、ボディコンはこの時初めて着たとのこと）本格的に芸能界デビュー。1996年1月15日に上京。敦子を東京に呼んだのは「成長したし、もう大丈夫」と思ったという長姉・真子だった。そして真子と同じ事務所に所属する。
かつては本名で活動していた。当時はドラマやCM、クイズ番組の司会や旅番組、モデルなどマルチに活躍していた。その後、本名を封印しミュージカルや声のみの仕事に転向していく。現在は宝乃とはまた違う芸名でほとんどメディアに出演せず声優など声を使う仕事をしている。
既に宝乃純の芸名も変え、SNSも一切していない。
近年では三重県の志摩観光ホテルにてディナーショーを開催するなどしている。
サイズは身長161cm、B82cm、W61cm、H88cm。趣味は洋画鑑賞（1996年当時公表していたプロフィールによる）。
ちなみに長姉・真子がアイドル時代の1980年に上梓した単行本『恋のキャッチボール』に敦子をテーマにしたポエムが掲載されており、後にこのポエムをアレンジして歌詞とした楽曲『妹に捧げる唄』が、真子のアルバム『私のしあわせ MAKO・5』に収録された。

## 出演
（）

### テレビドラマ
- 坊っちゃんちゃん（TBS、1996年3月31日放送）
- 対極の天 恋愛二都物語（フジテレビ、1996年）- 第13話出演
- TOKYO23区の女（フジテレビ）- 第8話「墨田区の女 〜掟やぶりのゲイシャガール〜」（1996年5月24日放送、主演、あい子（小鈴）役[5][6][7][8]）

### テレビバラエティ
- 光速脳天!ベタキング（関西テレビ）- 司会として、1996年4月26日〜1996年9月27日の間は毎週、1996年10月3日〜1997年3月27日の間は千原せいじと隔週でレギュラー出演
- 走れ!ガリバーくん（関西テレビ）

## 作品

### 写真集
- Junshin （ぶんか社、撮影：武藤義、1997年1月）